# Торгова вулиця (Одеса)
Торго́ва ву́лиця — вулиця в Одесі. Починається від бульвару Військово-морських сил і закінчується перетином з вулицею Мечникова.

## Історія

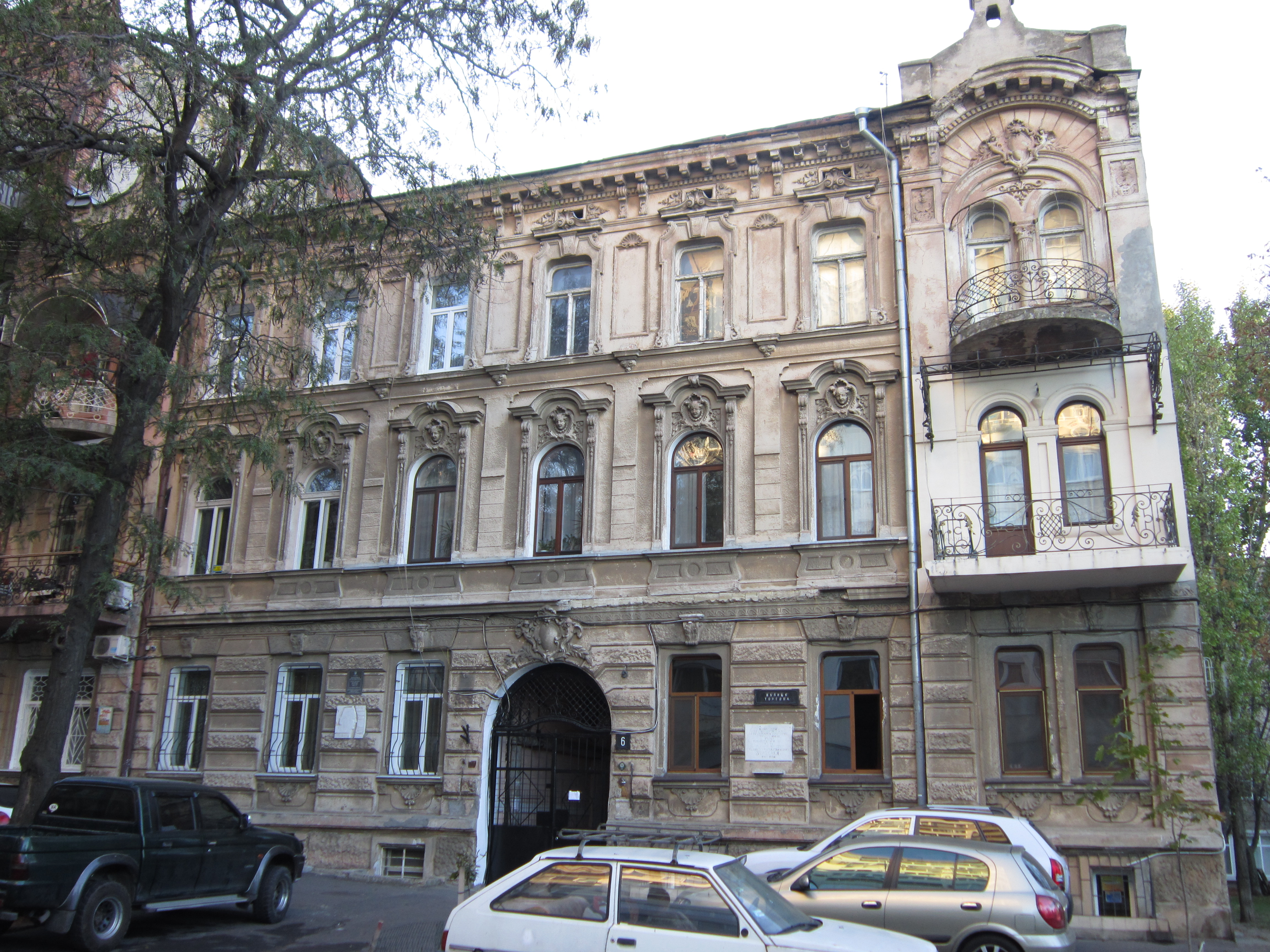
Житловий будинок № 6 на початку вулиці

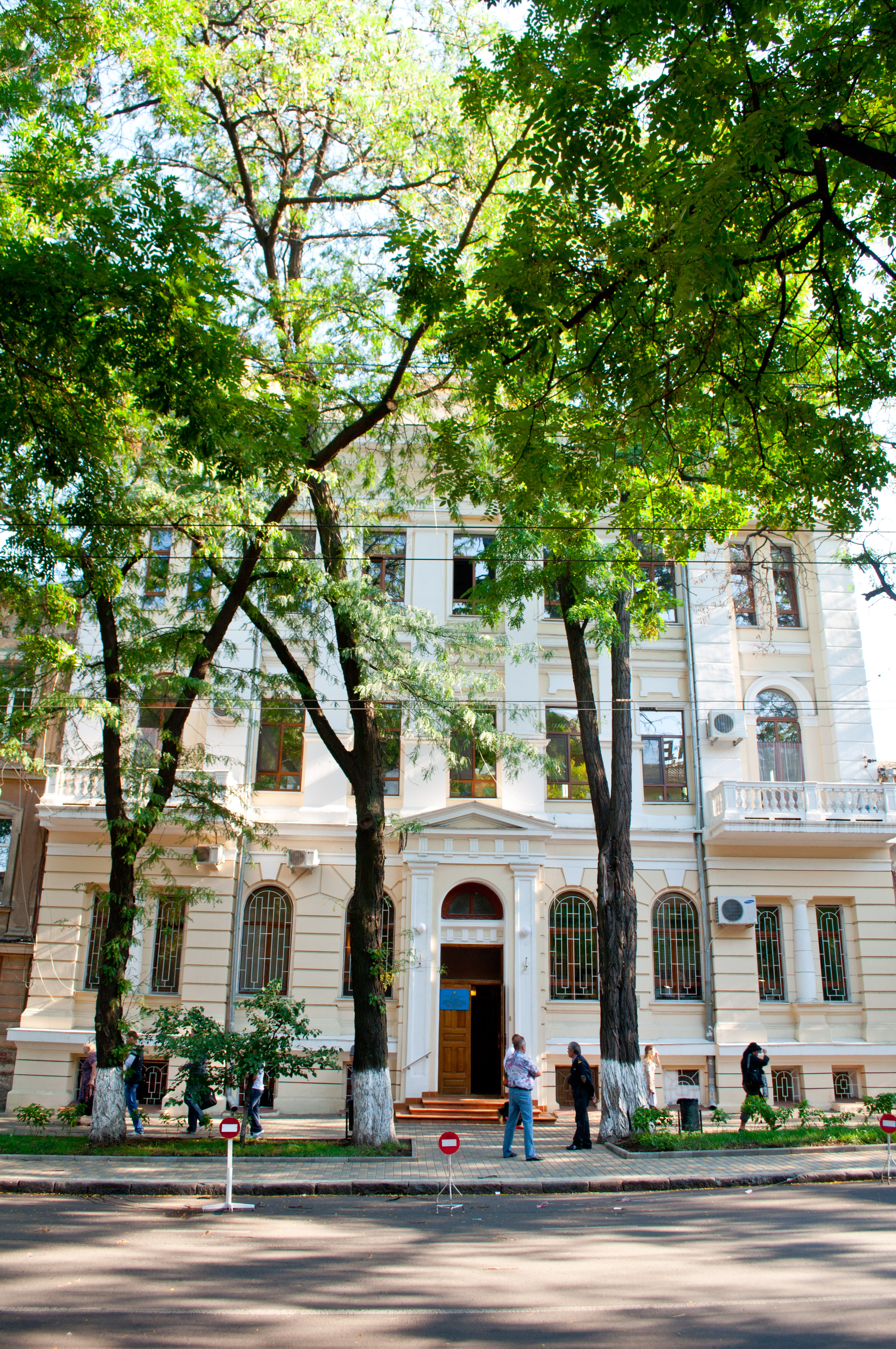
Навчальний корпус вищих жіночих курсів в домі № 15 (нині належить Театрально-художньому училищу)

На початку ХІХ століття, в 1809 році, інженером Е. Ферстером був складений план міста Одеси, на якому вперше була закладена вулиця Торгова. Садибна забудова на цій вулиці вперше зафіксована на плані міста 1814 року. Протягом наступних десятиліть вулиця забудовувалася переважно житловими будинками різної типології. Згодом початок Торгової вулиці було об'єднано з Приморською вулицею, яка була побудована в 1871 році за проєктом інженера М. Жюньєна.
На цій вулиці в XIX столітті знаходився магазині Канторовича, який представляв в Одесі Акціонерне товариство «Брокгауз і Ефрон» та «Книговидавництво М. О. Вольфа». А в чотирьох їжо-паперових магазинах продавали зошити, олівці і блискучі сталеві наконечники до них, чорнило місцевої фабрики Тартаковського, дерев'яні пенали зі скрипучих кришкою і особливої форми пір'я «Коссодо», названі по імені їх відкривача — одеського професора каліграфії. Оскільки ж на цій вулиці колись містилися кілька навчальних закладів, включаючи Вищі жіночі курси та Комерційне училище Файга, де тільки з волі батька навчався Леонід Утьосов, для торгівлі книгами та канцелярськими товарами кон'юнктура була цілком сприятливою.
Потрібно думати, що собі не в збиток тут продавали і м'ясо, борошно, тютюн, чай, аптекарські, косметичні, колоніальні і хімічні товари, галантерею, головні убори, готовий одяг, фарби, мануфактуру, меблі, металевий, порцеляновий, фаянсовий і дерев'яний посуд, постільну білизну, залізні вироби, будівельні матеріали та журнали мод «Шик Паризьєн»… У фірмовому магазині відомого на всю Російську імперію Санкт-Петербурзького Товариства механічного виробництва взуття «Скороход», а власники численних бакалійних магазинів намагалися спокушати покупців твердженням про те, що вже мільйони господинь оцінили гідність бульйону «Маггі» в кубиках за ціною 4 копійки за 1 кубик на 1 склянку.
Як на багатьох одеських вулицях, на Торговій було безліч дрібних майстерень ремісників: водопровідні, фарбувальні, мідно-ливарні, ковдрові-матрацні, палітурні, портняжескіе, столярні. Але по сусідству з ними розташовувалися підприємства, які вже й майстернями не назвеш: що мало в місті кілька своїх магазинів взуттєве виробництво Агдеева і меблеве — Брахмана, «Технічна контора з виконання покрівельних робіт толью» Когана, свічкових заводики Андруніна і Лук'янова, виготовляли стеаринові і благородні воскові свічки, «Фабрика паспарту, рамок для фотографій і альбомів».
Найближчими користувачами цієї «галантно» продукції були влаштовані неподалік фотографи Ротшенкер і Силін. Але крім їх ательє на Торговій вулиці було багато підприємств побутового обслуговування та громадського харчування: пивний заклад, «казенна» горілчана крамниця, винний льох, трактир «з подачею», себто зі спиртними напоями, а також трактир чайний, дві перукарні, п'ять пралень та «мебльовані кімнати», куди за давньою дохідної традиції, впускали коли, з ким, для чого і наскільки бажаєш.

## Новий базар

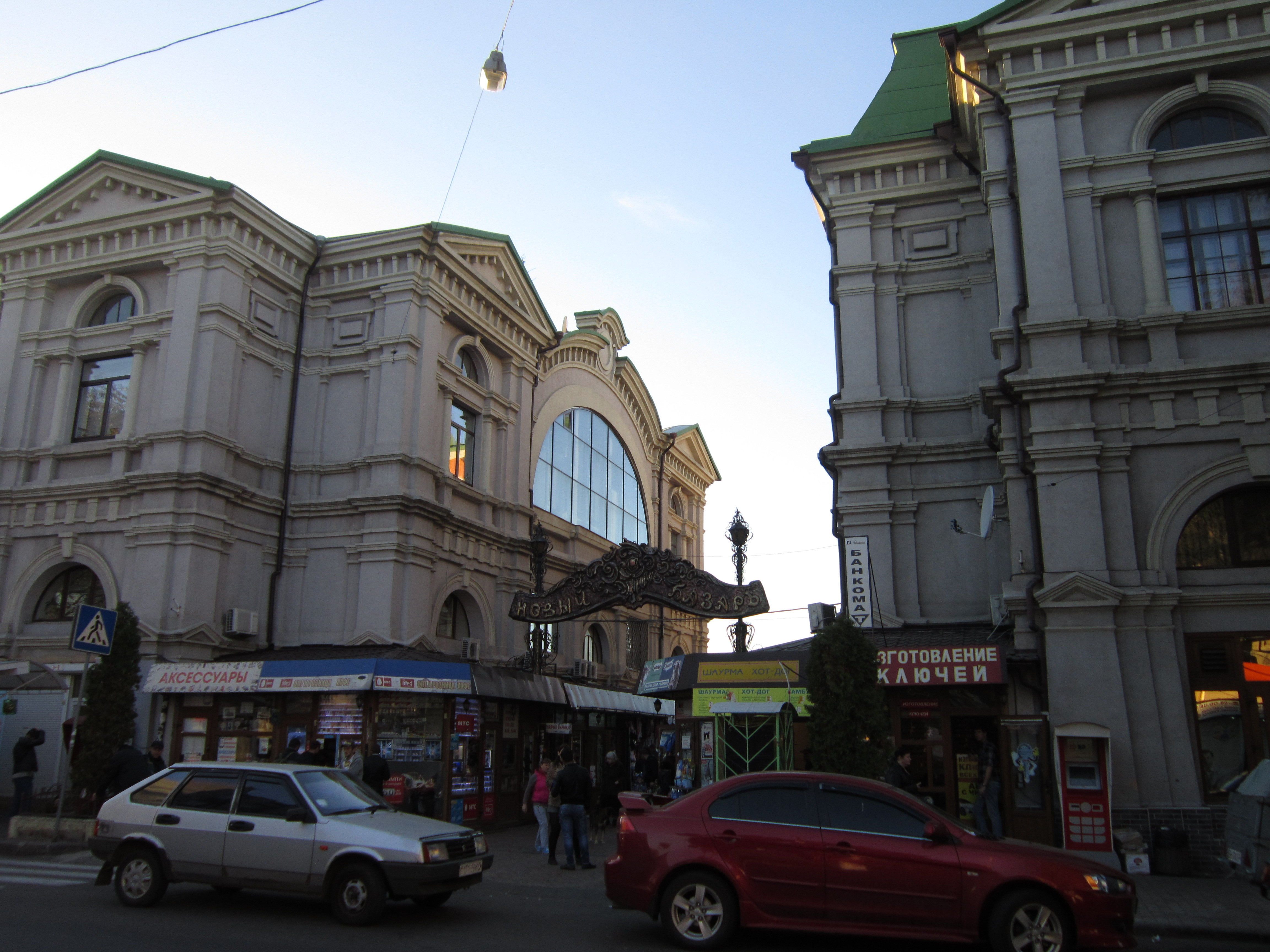
Криті ринки на території Нового базару

Але головною визначною пам'яткою Торгової вулиці в усі часи був ринок, вже, без малого, два століття наполегливо іменований «Новим базаром». На перших планах міста в районі існуючого в даний момент Нового базару була розпланована площа, що отримала згодом найменування «Херсонська». Перші згадки про Херсонську площі відносяться до 1780-х років. У 1812 році почалося формування на її території «нового» ринку (цей ринок був новим по відношенню до раніше сформованих грецького та вільного ринками). У 1840-х роках за проєктом архітектора М. С. Козлова на території ринку звели перші двоповерхові торгові будівлі з відкритими галереями. А вже наприкінці 1890-х років тут звели корпуси критих ринків з просторими високими залами під заскленою покрівлею, за якими по всій площі були розкидані магазинчики, дріб'язкові крамниці, борошняні лабази, рундуки, лотки, будки. Тут великодосвідчені одеські господині неквапливо прицінювалися, прискіпливо вибирали, терпляче торгувалися і, нарешті, купували дари щедрої землі і моря, а селянський люд після щасливої торгівлі обзаводився галантереєю, мануфактурою, взуттям, посудом, гостинцями для дітей…
У 1840-х роках на Херсонській площі почалося будівництво Стрітенської церкви. Закладка храму відбулася 23 квітня 1842, а 28 вересня 1847 року— його освячення. Храм став головним для торговців і міщан, які переважали серед населення, що проживало в районі Нового базару. У 1930-х роках Стрітенська церква була зруйнована.
У протоколах Будівельного комітету за 1910 рік площа згадується під назвами Херсонська, Новий ринок, Вільний ринок. Будівництво критих корпусів Новобазарного ринку було розпочато 1896 року. Автором проєкту став архітектор Аркадій Дмитрович Тодоров, конкурсна робота якого була визнана найкращою. Згідно з проєктом, на площі мало з'явитися каре з чотирьох Г-подібних корпусів, поздовжніми сторонами орієнтованими на Торгову і Кінну вулиці. По осі вулиці Павла Зеленого між корпусами повинні були бути влаштовані проїзди на площу. У результаті були зведені два корпуси вздовж фронту Торгової вулиці, щодо яких в ілюстрованому путівнику за 1911 рік зазначено:
Криті ринки Нового базару складають свого роду пам'ятки Одеси, по-перше тому, що представляють досить доцільне приміщення для великого базару, по-друге, як зразок міської будівлі, побудова якої триває вже понад 15 років та ніяк не може бути закінчена. На першому плані при влаштуванні ринку малися на увазі санітарія та гігієна: мармурові столи, металеві гаки, асфальтовані підлоги, велика кількість води, маса світла і інше. Тут же (у вежі) поміщається міська хімічна лабораторія для дослідження харчових продуктів, мікроскопічна станція тощо. Під залом — обширні приміщення і холодильники для збереження продуктів у спеку року. Загальна довжина корпусів по Торговій вулиці дорівнює приблизно 100 сажнів і, крім того, з кожного боку всієї будівлі під прямим кутом на площу йдуть бічні частини мають близько 35 сажнів довжини. Внутрішня ширина ринків — 12 сажнів. Фасади будинку добре витримані в стилі відродження і відрізняються добрими архітектурними пропорціями.

## Мешканці[1]
Будинок № 2
- квартира м-1 — живописець Єгоров Юрій Миколайович;
- квартира 1 — живописці Андрущенко Володимир Микитович, Андрущенко Наталія Володимирівна;
- квартира 2 — художниця декоративно-ужиткового мистецтва Фурдигайло Людмила Іванівна;
- квартира 3 — живописець і графік Зайцев Микола Митрофанович, художник декоративного мистецтва Рудий Володимир Данилович;
- квартира 4 — живописець Попов Олексій Олексійович, графік Попова Людмила Геннадіївна;
- квартира 5 — живописець Русін Аркадій Вікторович;
- квартира 7 — живописець Бєлов Олександр Васильович;
- квартира 8 — живописець Путейко Володимир Григорович і монументаліст Путейко Ірина Володимирівна;
- квартира 9 — скульптор Литвак Кім Львович;
- квартира 10 — живописець Логвин Іван Дмитрович;
- квартира 11 — живописець Філатов Костянтин Володимирович і художниця кераміки Філатова Олена Михайлівна;
- квартира 12 — скульптори Князик Олександр Веніамінович, Судьїна Таїсія Георгіївна;
- квартира 13 — живописець Власов Володимир Григорович;
- квартира 14 — скульптор Кіпніс Мирон Рафаїлович;
- квартира 15 — живописець Крижевська Світлана Григорівна;
- квартира 18 — живописець Фрейдін Олександр Борисович;
- квартира 19 — живописець і графік Зайченко Василь Андріанович;
- квартира 20 — скульптор Кравченко Петро Іванович, живописець Кравченко Тарас Петрович;
- квартира 22 — графік Добровольський Георгій Іванович, живописці Філатов Костянтин Володимирович і Філатов Олександр Костянтинович;
- квартира 23 — живописець Єгорова Тамара Іванівна;
- квартира 24 — живописець Шполянська Людмила Григорівна;

- Будинок № 3, квартира 3-а — художники театру і кіно Токарєв Олександр Віталійович, Токарєва Лариса Дмитрівна.
- Будинок № 43, квартира 18 — графік Беккер Давид Юлійович.
- Будинок № 49, квартира 27 — живописець Межберг Лев Леонідович.